# Monumental Cinema Sport
El Monumental Cinema Sport fue un cine de estilo art déco del Ensanche Modernista de la ciudad española de Melilla, la obra más importante del arquitecto Lorenzo  Ros y Costa y uno de los mejores exponentes del art decó en España, así como una de las mayores salas del país, hasta su casi total destrucción en los años 80. Está situado en la calle Ejército Español y forma parte del Conjunto Histórico Artístico de la Ciudad de Melilla, un Bien de Interés Cultural.

## Teatro Melilla
En  marzo de 1910 se  montó el que sería conocido como Teatro de  verano por carecer de techumbre: tenía 20 metros de ancho por 47  de largo, seis  puertas laterales y otras dos en los extremos, un escenario de y un aforo de 300 butacas. A  mediados  del mes  de diciembre  de  1911 comenzó a ser desarmado.

## TeatroAlfonso XIII
Construido por González Galán según proyecto del 12 de junio de 1912 del ingeniero militar Joaquín Barco para Francisco Aguado en mampuesto y madera, entre el 20 de agosto de 1912 y su inauguración, el 27 de diciembre de 1912, un día después de lo anunciado pues no aún estaba terminado el complicado decorado  necesario para la representación de la compañía cómica lírica de Antonio Paso.
Consistía en un barracón de madera calificado por la prensa local de  espacioso y alegre que, concebido como teatro, posteriormente fue transformado en cine.
En el “Informe acerca de las condiciones que reúnen actualmente los locales destinados a espectáculos públicos, en esta ciudad" se indica que está instalado en un barracón todo él de madera, y en estado de ruina inminente. Es indispensable cerrar este local, pues el día menos pensado puede hundirse toda la cubierta, y ocasionar víctimas si se efectúa en momentos de estar ocupado el local por el público, de junio de 1928, fue derribado antes del fin de año.

## Monumental Cinema Sport

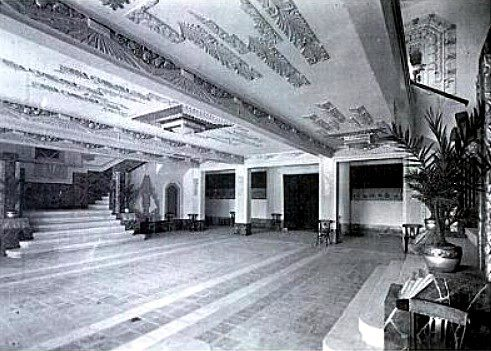
Vestíbulo
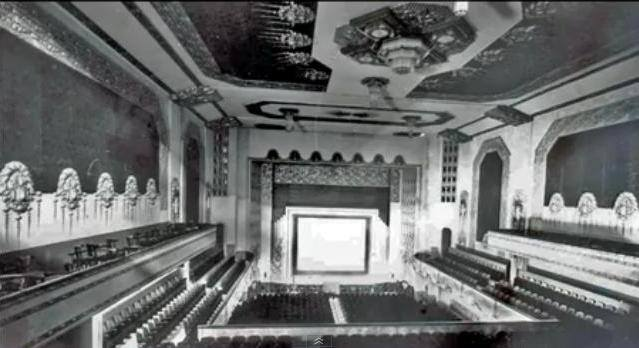
Sala

Vendido el solar a Julio Liarte, se construyó entre el 30 de diciembre de 1930 y marzo de 1932 según lo proyectado por Lorenzo Ros Costa, de junio de 1930. por el maestro de obra Agustín  Sánchez  Velázquez, que dirigía las obras desde Melilla al igual que en la construcción del Gran Cine  Sport, de Cartagena. 
Se inauguró el 19 de marzo de 1932 con la película sonora El teniente seductor con tal afluencia de público que el Teatro Reina Victoria se vio obligado a cerrar.
En sus primeros años alternaba películas mudas y sonoras.
La televisión y el vídeo, su elevado aforo y céntrica ubicación provocaron su cierre y su transformación en 1981. 
  
Sus interiores y fachada lateral fueron destruidos en los años 80 del siglo XX con proyecto del arquitecto José María Borgon por encargo de su propietario Ashoc Jhamandas Lalchandis para transformarlo en un edificio de  oficinas,sala de  bingo y locales comerciales.
Esto originó una fuerte  polémica en la ciudad  e incluso trascendió a niveles académicos peninsulares, surgiendo una campaña de prensa entre los  meses de  abril y junio de 1981 que inútilmente luchó por su conservación, así como llevó a destacados profesores universitarios en los siguientes años a publicar diversos artículos tanto en la prensa local como en revistas especializadas.
El 21 de abril de 1981 se incoó expediente para su declaración como monumento histórico-artístico, mediante una resolución publicada el 7 de julio de ese mismo año en el Boletín Oficial del Estado, con la rúbrica del director general de Bellas Artes, Archivos y Bibliotecas del Ministerio de Cultura, Javier Tusell.

### Apéndice:EN  SE INAUGURARÁ EL MONUMENTAL
EL EDIFICIO
  Tocan a su término y en la presente semana se abrirá al público, el nuevo cine con que cuenta Melilla, EL MONUMENTAL CINEMA SPORT, construido con arreglo de los últimos adelantos de la arquitectura para esta clase de espectáculos y de modo especial teniendo en cuenta la nueva modalidad del cine sonoro.
  Se eleva el edificio, de rectas líneas, sobrio y esbelto en las calles de Canalejas y Aguilar de Mera. La facha que da a la primera de las calles mide  de longitud, y la de la segunda, 22.
  El arquitecto de la obra, D. Lorenzo Ros Costa, especializado en esta clase de construcciones, puesto que es el séptimo cinematógrafo que ya a proyectado y construido en España, confeccionó los planos del que nos ocupa con arreglo al cine que lleva el mismo título de Cartagena, uno de los mejores, no ya de España sino de Europa.
CUANDO COMENZARON LAS OBRAS
  Poco más de 15 meses, desde el replanteo hasta su inauguración se han invertido en las obras de este magnífico Coliseo que enorgullece a Melilla. Ocupa una superficie de , habiéndose hecho la cimentación sobre hormigón armado. La estructura metálica fue elaborada por la casa Krupp, de Alemania invirtiéndose en ella doscientas veinte toneladas de hierro recubiertas de cemento. La solidez, pues la construcción es extraordinaria, ha motivado los más calurosos elogios de técnicos y profanos.
  La disposición en que se halan todos los servicios, las distintas y amplísimas salidas, tanto de las graderías como del piso principal y bajo en el que existen cuatro salidas a la calle de Canalejas y las de todo el frente de de la calle Aguilar de Mera que de este cinematógrafo uno de los más perfeccionados puesto que se han tenido en cuenta las enseñanzas de los similares recientemente elaborados en las primeras capitales del mundo.
  La capacidad del Monumental es extraordinaria, lo que le permitirá ofrecer al público las primeras películas sonoras de las mejores marcas a un precio asequible. Cuenta este cine con treinta y ocho fila de butacas de patio con un total de mil trescientas ochenta y dos butacas; diecinueve  filas, con quinientas treinta y dos butacas en el piso principal; veinticinco palcos laterales y diez centrales (la localidad que ha de ser preferida por el público) y mil entradas de gradas.
  Las butacas son amplias, cómodas, lujosas, de movimiento automático silencioso. El material de que están construidas es magnífico y el color claro del respaldo y asiento contrastara con el color oscuro de respaldos y brazos.
  No han quedado olvidados, teniendo en cuenta la modernidad de la construcción, los servicios de higiene. Tienen WC en todos los pisos y los destinados a Señoras serán atendidos por mujeres uniformadas.
  Se ha instalado agua corriente en todos los pisos, no solo del caudal del pozo de la finca, sino de los manantiales de Yasinen, cuya acometida ya se ha efectuado. Esta agua se destinará a los servicios de ambigú que se encuentran en el piso principal y Hall de la gradería.
EL MAGNÍFICO DECORADO
  Algo fastuoso, dentro de la sobriedad es el magnífico e inigualado decorado de la sala. El escenario va encuadrado en marco de plata decorado con arreglo de las ideas decorativas modernas que se expusieron en el último salón de este arte en París. A ambos costados van varias secciones de iris plateados con imitaciones, difuminados lo distintos tonos de azul, recubiertos en su parte baja por un calado de plata.
  En la parte superior un friso, también de plata oxidada, representa diversas flores. A derecha e izquierda, disimulados los ventiladores, numerosos buquets de flores en cuya base se recogen en un jarrón monumental también de plata.
  Las paredes tienen marcos recubiertos de damasco grana y plata, observándose otros motivos ornamentales entre los que destacan las grandes ménsulas plateadas.
  En el techo se ha colocado dos recuadros octogonales con bellas molduras con nueve trazos futuristas, dorados a fuego.
  La parte baja es de imitación de piedras con zócalos de mármol.
  Lo más sugestivo del bellísimo decorado es el antepecho que comprende variaciones de piedras y metales, todo ello sobre un fondo verde artísticamente patinado.
  Los vestíbulos de la planta baja y principal han sido pintados de gris. Del vestíbulo del piso bajo arrancan dos escaleras monumentales, en las que se observan dos grandes pilares de piedra oscura con aplicaciones de plata.
  Ha presidido en ella el mejor gusto artístico y la idea moderna del alumbrado que consiste en dar la mayor cantidad de luz a la sala sin que moleste la vista del espectador.
  Del techo penden cinco lámparas, una de ellas de extraordinarias dimensiones, de cristal esmerilado. La iluminación de la sala constará de 7.000 watios.
EL EQUIPO SONORO
  Ha querido el propietario del cinematógrafo Sr. Liarte que el lujo de la sala no lo sea todo. Ha comprendido la necesidad de dotar al Monumental Cinema de un equipo sonoro de inmejorables condiciones y conocedor de que los cines Rialto, Palacio de  y Callao de Madrid, entre otros,, Coliseum de Barcelona, Goya de Málaga etc., etc., a parte de los innumerables instalados en los cinemas de París, Londres y Berlín, tenían instalado el sistema Westera Electric, no reparó en el sacrificio que ello le pudiera suponer y contrató la adquisición de este magnífico aparato que proporcionará a los amantes del séptimo arte en nuestra ciudad un conocimiento exacto de lo que es cine sonoro.
  El aparato sorprende por su calidad percibiéndose todos los matices de la voz humana.
  Complementos del equipo sonoro es el magnífico aparato Zeis Icon de foco extraluminoso, con el cual se podrán apreciar en toda su pureza las películas expuestas en color.
LOS QUE HAN INTERVENIDO EN
Don Julio Liarte, cuyas condiciones de actividad conoce Melilla, ha contribuído de modo eficaz a la buena marcha de la construcción.
  Para terminar queremos hacer presente que suobra de tanta importancia han intervenido el arquitecto D. Lorenzo Ros Costa, el escultor y delegaodo de éste D. Agustín Sánchez, como pintor cuyas condiciones de artita han quedado bien acusadas con esta obra, D. Cecilio Sánchez; como maestro constructor D. Angel Solano y como electricista la casa Tortosa y López Abalos.
  El representante de la empresa D. Eduardo G. Tabeada ha contribuído de modo eficaz a dicha obra y no ha dejado de laborar hasta conseguir la contratación de las mejores películas que se exhiben en los principales coliseos de España.
INAUGURACIÓN
  Para e Acto trascendental de  de este magnífico cine ha sido contratada la soberbia película EL TENIENTE SEDUCTOR DE  ella intervienen Claudette Colbert, y el eterno sonriente Mauricio Chevalier. Esta película se está exhibiendo actualmente en Madrid y antes de pasarse a otras capitales el Sr. Liarte la ha contratado para que el público de Melilla pueda deleitarse durante dos horas con la contagiosa y simpática sonrisa de Chevalier y la gracia y seducción de
  Sin duda alguna el viernes o sábado en que tendrá lugar la inauguración del Monumental se agotarán las localidades.
Publicado en El Telegrama del Rif, 13 de marzo de 1932

## Descripción
Ocupa un solar rectangular de  21,92  por  y  fachadas a las   actuales  calles  Teniente  Aguilar de Mera y Ejército Español, antigua calle Canalejas. 
Está construido con una estructura metálica realizada por una empresa filial de la prestigiosa casa Krupp, la firma  Schellhaus  Durrkenüller de Bremen, mientras que sus muros son de ladrillo macizo, mientras la decoración exterior era de albañilería y aplicaciones de piedra artificial, la  decoración  interior consistía  en pinturas y placas  de  yeso  Staff.

### Exterior
Su fachada principal asemeja la portada de un templo clásico, cuenta con tres vanos, los laterales decorados con molduras recercadas con cajas de palomitas de maíz, disponiéndose sobre los centrales una balcón y una terraza sobre el que se sitúan unas columnas que abarca dos plantas y que llevan a una terraza flanqueada por dos bloques prismáticos a modo de torres, situándose dos plantas arriba el frontón triangular que remata el edificio.

### Interior
El interior contaba con un amplísimo vestíbulo, escaleras y una gran sala de cine, con dos plantas de anfiteatro decorado con una maravillosa decoración art decó. Tenía capacidad para dos mil quinientas personas.

### Apéndice:PROYECTO DEL CINE MONUMENTAL MEMORIA DESCRIPTIVA
El cinematógrafo que proyecta construir Don Julio Liarte en la ciudad de Melilla, está emplazado en un solar rectangular de 21´92 por 53´50 metros, quedando del solar propiedad del Sr. Liarte un patio para los servicios particulares, con fachadas a las calles Aguilar de Mera y Canalejas que por ser de una cabida de 2.500 espectadores aproximadamente corresponde a la categoría del grupo A.
 El edificio constará de una plana baja, anfiteatro con doble galería de palcos y entrada general.
 El sistema de acceso se resuelve por medio de dos escaleras simétricas e independientes de las primeras conducen a la entrada general. El ancho de estas escaleras es el de 1´50 metros las de la entrada general y de 3´00 metros las del anfiteatro.
 Las escaleras de la entrada general, tienen salida directa a la calle por tres puertas de 2´00 metros de ancho, una a cada lado de la fachada principal y otra a la fachada lateral. Las otras dos escaleras de acceso a los anfiteatros desemboca en el vestíbulo de entrada, que comunica con el exterior por medio de tres puertas de 2´90 m. de ancho cada una. Estas tres puertas centrales de la fachada principal más otras cuatro de 2´00 metros de anchura cada una que abren a la fachada lateral sirven de salida al salón de la planta baja, formándose en conjunto como huecos de salida a la calle de  lineales en números redondos para una salida cabida de 2.500 espectadores.
 Con tal sistema y acceso y con haberse tenido en cuenta las disposiciones establecidas para anchos de pasillos y espacios de asientos y distancia entre los mismos está más que asegurado un rápido desalojamiento del salón en caso de urgencia.
  Los estudiados desniveles de la plana del salón responden a una perfecta observación de las condiciones de visibilidad que exige todo el salón de espectáculos.
  El primer anfiteatro está constituido por un amplio y suave graderío
voladizo donde se sitúan las filas de butacas que se extiende por ambos lados al nivel más bajo, constituyendo las viseras laterales y partiendo de la parte alta de este graderío se vuelan las viseras de palcos.
  En este anfiteatro, como en la planta baja, se ha tenido en cuenta la más perfecta vitalidad y acceso. Se entra a esta planta por cuatro puntos distintos: dos en la parte ata de la gran plataforma y dos en la planta baja de la misma le da una extraordinario facilidad de desaloje. El servicio de palcos se hace por la misma plataforma por tener los puntos de ingreso inmediatos a las puertas altas.
  La entrada general, como ya hemos indicado, tiene su ingreso inmediatamente al final de las dos escaleras de acceso a la misma.
  Las puertas abren en dirección al exterior del edificio y el sistema distribuitivo de los palcos es a base de barandillas y sin puerta.
  La capacidad cúbica del salón propiamente dicho de espectáculos alcanza la cifra de 12.043 m/3 o sea aproximadamente unos 5m/3 por espectador en vez de los 3 que marca el reglamento.
  Disponemos en cada piso salas de descanso amplias, espaciosas y proporcionadas. También se dispone de una habitación para enfermería.
  Cada piso tiene los servicios de retretes y urinarios proporcionados a la cabida, teniendo luz y ventilación directas. Los de la planta baja están al fondo de la sala, y además de lo dicho anteriormente, tinen una chimenea especial de ventilación. Los de la planta principal están situados en la propia planta y a fachadas, y los de la entrada general anologicamente.
  Las butacas correspondientes al anfiteatro y planta baja están distribuidas a 0´85 m de distancia en profundidad y la de la entrada general a 0´75 m.
  Hemos tenido especial cuidado con la ventilación, que se hace por dos sistemas: Cuando el local está cerrado, por medio de tomas de aire en las patios y seis chimeneas de ventilación de 1´50 por . de forma irregular, y por medio de numerosas comunicaciones al exterior en las paredes de la fachada de la planta baja, anfiteatro y entrada general.
  El edificio se construirá a base de un armazón metálico de hiero, que formará la osatura resistente y que será la encargada de resistir las cargas diversas del edificio. Los cierres y subdivisiones se harán por medio de muros de ladrillo que ocuparán los espacios de la osatura ferrea.
  Las decoraciones al exterior serán de albañilería y aplacados de piedra artificial y las decoraciones del interior de yeso Staff. Los interiores estarán pintados y empapelados, y los exteriores son revocos usuales y pintados al silicato.
  Las plataformas del edificio tendrán sus graderíos formados de grandes solados de cemento armado y sobre ellos se dispondrán los elementos accesorios de madera.
En la planta baja, el solado será de tendido de cemento. La cubierta de uralita sobre cerchas de hierro.
  Los grandes desvanes de la cubierta tienen ventilación propia, no yendo a parar esta a la ventilación de la sala.
  La cabina está completamente aislada de la sala por una pared de 0´30 m. y no teniendo comunicación alguna con la  misma, pues la entrada a este piso se verifica por una escalera especial que sube directa y exclusivamente al piso de administración de la cabina.
  En los desvanes del edificio se situarán los depositos para la cortina de agua de a cabina.
  De la simple inspección del Proyecto se deduce que hemos procurado supeditarla en un todo a lo ordenado en el reglamento de espectáculos y lo mismo se hará en los detalles al tiempo de ejecución.
Lorenzo Ros Costa, arquitecto del Monumental Cinema de Melilla, Cartagena junio de 1930.
Publicado en El Telegrama del Rif, 13 de marzo de 1932